# Saint-Firmin (Meurthe-et-Moselle)
Saint-Firmin é uma comuna francesa na região administrativa de Grande Leste, no departamento de Meurthe-et-Moselle. Estende-se por uma área de 6,67 km². Em 2010 a comuna tinha 282 habitantes (densidade: 42,3 hab./km²).